# Heilig-Geist-Kapelle (Offenau)
Die Heilig-Geist-Kapelle in Offenau im Landkreis Heilbronn im nördlichen Baden-Württemberg wurde 1953 errichtet und gehört zur evangelischen Kirchengemeinde Bad Friedrichshall-Jagstfeld im Kirchenbezirk Weinsberg-Neuenstadt der Evangelischen Landeskirche in Württemberg.

## Geschichte
Das einst zum Deutschen Orden zählende Offenau war bis zur Säkularisation des Ordens und dem Übergang zu Württemberg rein katholisch. Mit der Intensivierung des Salinenbetriebs im 19. Jahrhundert kamen auch Protestanten in den Ort, die aber zunächst noch keine eigenen Gemeinden bildeten, sondern die evangelischen Kirchen der umliegenden Orte Wimpfen und Jagstfeld besuchten. Um 1900 gab es zwischen 60 und 90 Protestanten im Ort. Die Zahl der Protestanten stieg bis zum Zweiten Weltkrieg auf etwa 150 an, aber es gab weiterhin kein Kirchengebäude. Gottesdienste fanden vielmehr in der Wohnung der Frau Bergrat Bohnert statt.
Nach dem Zweiten Weltkrieg verdoppelte sich durch zugezogene Vertriebene die Zahl der Protestanten in Offenau auf etwa 300 Personen, die vom Vikariat in Jagstfeld aus betreut wurden. Ihre Gottesdienste fanden nun im Offenauer Kindergarten statt. Viele der Offenauer Protestanten hatten beim Bau des Gemeindesaals in Jagstfeld mitgeholfen, so dass man nach dessen Beendigung auch Pläne für ein Kirchengebäude in Offenau schmiedete. Als Bauplatz wurde ein Grundstück am südlichen Ortsrand gefunden. Der Bau der Kapelle erfolgte nach den Plänen des Architekten Hannes Mayer auch mit viel Eigenleistung der Offenauer Protestanten.
Prälat Lempp legte am 15. März 1953 den Grundstein der Kapelle und hielt am 5. Juli 1953 auch die Festrede zur Einweihung.
Die Kapelle wird vom Pfarramt in Bad Friedrichshall-Jagstfeld aus betreut.

## Beschreibung
Die Heilig-Geist-Kapelle in Offenau ist ein rechteckiger Putzbau mit einem von einem kleinen Dachreiter gekrönten Zeltdach. Der Stuttgarter Glaskünstler Adolf Valentin Saile schuf 1953 das Altarfenster mit dem Motiv Kreuzigung. Später versah die örtliche Künstlerin Herlinde Schlepp das Fenster im Eingangsbereich mit dem Motiv Heiliger Geist. 
Während die Kapelle anfangs nur ein rechteckiger Baukörper war, wurde sie inzwischen um einen seitlichen Anbau sowie einen vorgelagerten Windfang erweitert.